# جینان (شاندونگ)
جینان (به چینی: 濟南 به انگلیسی: Jinan) یکی از شهرهای کشور جمهوری خلق چین است. جمعیت آن در سال ۲۰۰۸ میلادی برابر ۲٬۱۵۴٬۲۷۴ نفر تخمین زده شده‌است. جمعیت آن با حومه بیش از شش میلیون و سیصد هزار است. جینان مرکز استان شاندونگ چین است. این شهر از کهنترین و سنتی‌ترین شهرهای چین است.